# Аннополь (гмина)
Аннополь (пол. Annopol) — гмина (волость) в Польше, входит как административная единица в Красницкий повет, Люблинское воеводство. Население — 9425 человек (на 2004 год).

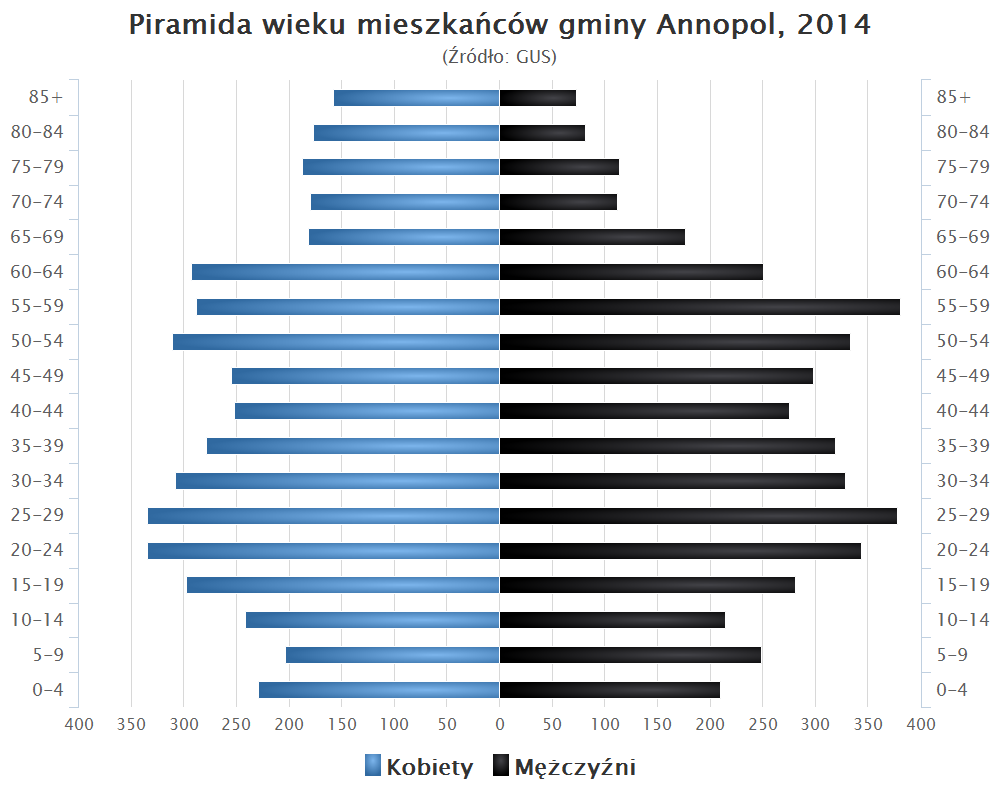
Возрастно-половая пирамида гмины Аннополь в 2014 году.

На территории гмины расположен заповедник Висла-над-Завихостем, созданный для охраны мест гнездования и кормления характерных для долины Вислы птиц.

## Соседние гмины
1. Гмина Дзежковице
2. Гмина Госцерадув
3. Гмина Юзефув-над-Вислой
4. Гмина Ожарув
5. Гмина Радомысль-над-Санем
6. Гмина Тарлув
7. Гмина Завихост